# Miloš Karadaglić
Miloš Karadaglić je černohorský kytarista oceněný několika mezinárodními cenami, publiku známý pod jménem Miloš.

## Životopis
Miloš se narodil roku 1983 v Černé Hoře v hlavním městě Podgorica. Na kytaru začal hrát od osmi let. Ve věku 16 let požádal o stipendium na Royal Academy of Music, kde studoval. Vyrůstal v čase, kdy se Balkán proměnil v bitevní pole a malá země, obklopená válčícími sousedy, se ocitla do značné míry v izolaci od světa. Miloš se stal členem dětského sboru a v osmi letech začal chodit do místní Hudební školy Vasi Paviće, kde si musel osvojit základy hry na hudební nástroj.
„Klavír měli za války doma jen bohatí, kdežto my jsme byli obyčejná, nemuzikantská rodina. Nevěděl jsem tedy, na co bych měl začít hrát, dokud jsem na skříni neobjevil otcovu starou, zaprášenou kytaru, které scházelo několik strun. Nedostal se dál než k brnkání. Od okamžiku, kdy jsem ji vzal poprvé do rukou, jsem ale věděl, že tohle je moje budoucnost. Chtěl jsem hrát a koncertovat jako rocková hvězda,“
Jednou mu otec ukázal staré elpíčko s kytaristou Andrésem Segoviou „Jakmile jsem poprvé slyšel Segoviu hrát Albénizovu skladbu Asturias, hned mě při tom napadlo: zapomeň na rock! Tohle je pravá hudba. Tomuhle se budeš věnovat.'
Ve třinácti letech hrál Miloš poprvé v Paříži. Rok nato pozvali Miloše do Itálie, kde jeho předčasně nadání zaujalo kytaristu Davida Russella z Glasgow. Doporučil mu, aby si podal přihlášku na světoznámou Královskou hudební akademii v Londýně. „Věděl jsem, že nemohu odejít z domova, dokud trvá konflikt. Když ale koncem roku 1999 skončilo bombardování, začal jsem o Královské akademii vážně uvažovat.“ Přesto ale se starou kamerou natočil, jak hraje doma v obýváku na kytaru. Přišel únor dalšího roku, a protože stále ještě čekal na odpověď, usoudil, že ho nevzali. Dopis, ve kterém škola nabízela Milošovi stipendium, se totiž cestou ztratil. Miloš se rozhodl do Londýna zavolat.
Ve svých šestnácti se sám stěhoval do Londýna. Ubytoval se u letité rodinné přítelkyně. Časem získal hrst impozantních ocenění, včetně prospěchu s vyznamenáním a magisterského diplomu. Celou dobu žil v laciném podnájmu, přivydělával si hodinami kytary a nevynechal žádnou příležitost hrát. „Vystupoval jsem zadarmo, protože jsem chtěl, aby se moje hudba dostala mezi veřejnost. A potkal jsem se za tu dobu s neuvěřitelnými lidmi. Vyvrcholilo to na počátku roku 2010 koncertem v londýnské Wigmore Hall. Nakonec bylo vyprodáno.
 „Ten večer jsem odvedl nejlepší vystoupení svého života, i když skutečně důležití lidé, na které jsem potřeboval udělat dojem, v publiku nebyli. Ale nějak se to rozneslo. Dva týdny nato přišly nabídky na regulérní management a další náležitosti, které umělec potřebuje. Rozhodl jsem se tedy vychutnávat si vše další.“ Následoval podpis smlouvy s prestižní nahrávací firmou Deutsche Grammophon. Milošovo debutové album obsahuje středomořský repertoár, který je mu tolik blízký. Okamžitě vystřelilo na špičku britské hitparády vážné hudby a pod názvem Meditteraneo se dobře prodává v celosvětovém měřítku. Hudební tisk zajásal. „Klasická kytara má nového hrdinu!“ napsal britský Daily Telegraph.
Miloš ještě dodává: „Žene mě stejné nadšení, které mě přimělo poprvé se chopit otcovy kytary. Chci z ní udělat nástroj pro 21. století. Chci, aby její čistota poznamenala lidské duše.“ 

## Kariéra
Jeho debutové album bylo Mediterráneo které vystoupilo na žebříčky světové hitparády a Karadaglić si vysloužil ocenění mladý umělec roku. Rok 2012 byl zlomový rok na koncertním pódiu Miloše s vyprodanými prvními vystoupeními a turné ve Velké Británii, Francii, Holandsku, Švýcarsku, USA, Kanadě, Koreji, Japonsku, Hongkongu a Austrálii. Milošova "vášeň pro kytaru je uzavřena s intuitivním smyslem, jak přivést nástroj širší veřejnosti – ať už je to pro publikum v Royal Albert Hall nebo komorní hudbu . Jeho program zůstává náročný a vzrušující, jako vždy, vystoupení s Royal Scottish National Orchestra, s London Philharmonic, Anglickým komorním orchestrem, Filharmonií Hongkong, Bangkok a NHK Symphony Symphony Orchestra (Japonsko). Miloš Karadaglić v České republice hrál v roce 2013 na festivalu Pražské Jaro a chystá koncert s PKF.

## Diskografie
- 2016 – Blackbird
- 2014 – Aranjuez
- 2013 – Canción
- 2013 – Latino GOLD
- 2012 – Andrew Lloyd Webber – Theme from the Stephen Ward
- 2012 – Latino / Pasión
- 2011 – Mediterráneo

## Zajímavosti
- Úspěch Latino / Pasión vedl k nové verzi z roku 2013 s názvem Latino GOLD, která představuje třicet minut nově nahraných skladeb ze světa Latinské Ameriky inspirované hudbou.
- Miloš používá struny D'Addario J46 a kytaru Grega Smallmana, kterou mu laskavě propůjčili Paul a Jenny Gillham.